# Museo McCord
El Museo McCord (en francés: Musée McCord, Musée McCord d'histoire canadienne; en inglés: McCord Museum, McCord Museum of Canadian History) se ubica frente a la Universidad McGill, en el centro de la ciudad de Montreal (Canadá). Fue fundado en 1921 por David Ross McCord a partir de su colección familiar y desde entonces se especializa en el estudio y la difusión de la historia canadiense. Posee un acervo de 1.213.000 objetos, entre los cuales destacan:
- 13.200 objetos étnicos y arqueológicos.
- 16.400 vestidos y objetos textiles.
- 850.000 textos y fotografías.
- 56.700 bocetos, dibujos y pinturas.
- 27.600 objetos decorativos.

El museo fue inaugurado el 13 de octubre de 1921 a partir de los objetos coleccionados por la familia de David Ross McCord, quien se había propuesto fundar un Museo Nacional de Historia Canadiense en 1878. Con ese propósito logró el préstamo de un edificio, propiedad de la Universidad McGill, para albergar el acervo y fue la misma universidad quien se hizo cargo del museo por poco más de 60 años, tras los cuales el museo se constituyó en una entidad privada. Los principales patrocinadores del mismo son el gobierno federal de Canadá, el gobierno provincial de Quebec, el Ayuntamiento de Montreal y los herederos de Walter M. Stewart, Thomas H. P. Molson y John W. McConnell. Entre su acervo destaca el archivo del Estudio Fotográfico Notman de Montreal, compuesto por más de 450.000 fotografías tomadas entre 1840 y 1935. La directora ejecutiva del museo es la Dra. Victoria Dickenson.

## Información general
- Nombre: Musée McCord d'histoire canadienne/McCord Museum of Canadian History
- Dirección: 690, rue Sherbrooke Ouest, H3A 1E9, Montréal